# Robert Juan-Cantavella
Robert Juan-Cantavella (Almassora, 1976) és un escriptor valencià.

Va ser cap de redacció de la revista cultural Lateral i actualment publica les seves crítiques literàries en el suplement Tendències, d'El Mundo. A més de la seva participació en múltiples antologies i de les seves nombroses traduccions (Daniel Pennac, Mathias Énard, Mathias Malzieu, Théo Ananissoh, Benoît Peeters), és autor de les novel·les Y el cielo era una bestia (Anagrama, Barcelona, 2014), Asesino cósmico (Literatura Random House, Barcelona, 2011), El Dorado (Literatura Random House, Barcelona, 2008) i Otro (Laia Libros, Barcelona, 2001). També ha publicat l'assaig Joan Brossa i la quadratura del cercle (a La revolta poètica de Joan Brossa, KRTU, Barcelona, 2003), el llibre de relats Proust Fiction (Poliedro, Barcelona, 2005) i el llibre de cròniques La Realidad. Crónicas canallas (Malpaso Ediciones, Barcelona, 2016), que l'han consolidat com un dels autors més peculiars del panorama espanyol.